# Walkerite
La walkerite è un minerale.